# Azubuike Oliseh
Azubuike Oliseh (18 de novembro de 1978) é um ex-futebolista profissional nigeriano que atuava como defensor.

## Carreira
Azubuike Oliseh representou a Seleção Nigeriana de Futebol, nas Olimpíadas de 2000. 